# オムニアム
オムニアム(ラテン語: Omnium)は、自転車トラックレースの複合競技であり、1日間に4つの種目を行い、その成績をポイントに置き換えて順位を決定する。2016年秋のルール改正以前は2日間に6種目が行われた。
ラテン語で「全部」を意味するomnium（発音は「オムニウム」）が由来で、現代の英語読みでは「オムニアム [ˈɒmnɪəm]」と発音される（アクセントは頭の"O"にある）。その他、非英語圏の各国ではそれぞれ各国語の読み方で呼ばれる。

## 歴史
オムニアムは世界選手権自転車競技大会では男子が2007年から、女子は2009年から実施されている。当初は5種目（200 mフライングラップ、5 kmスクラッチ、3 km個人追抜、15 km / 10 kmポイントレース、1 km / 500 mタイムトライアル）で実施されていたが、2010年からエリミネーションが加わって6種目となり、またスクラッチおよびポイントレースの距離が延長され（男子の場合それぞれ5 kmから15 kmへ、15 kmから30 kmへ）、長距離を得意とする選手に有利となった。オリンピックでは2012年のロンドン大会から採用されたが、代わって個別種目としての個人追抜、ポイントレースおよびマディソンが廃止された。2014年の改定では競技の実施順が変更され、さらにポイントレースの距離が延長された（男子で30 kmから40 kmへ）。
2016年の秋に再びルールが改正され、1 km(500 m)タイムトライアル、フライングラップ、個人追抜がなくなり、新たにテンポレースが加わり1日間4種目となった。また、スクラッチおよびポイントレースの距離はそれぞれ短縮された。
日本人選手では、梶原悠未が2017年UCIトラックワールドカップ第3戦にて、女子オムニアムを全4種目1位の完全優勝を果たし、金メダルを獲得した。この金メダル獲得は、日本女子自転車選手として、オリンピック・世界選手権・ワールドカップにおけるすべての種目を通じて初の出来事である。さらに、梶原は2020年にはベルリンで開催された世界選手権女子オムニアムで優勝し、日本女子自転車選手としてはすべての種目を通じて初のアルカンシエル獲得者となった。また2021年開催の2020年東京オリンピックにおいては銀メダルを獲得した。

## 現行の種目
1日間に以下の4つの種目を行い、その成績をポイントに置き換えて順位を決定する。第1種目から第3種目までは1位に40ポイント、2位に38ポイント、以下着順によって2ポイントずつ減点され、21位以下には1ポイントが与えられる。最終種目はポイントレースであり、獲得したポイントが加算される。合計ポイントが同じの場合は、ポイントレースのフィニッシュの着順で総合順位が決まる。

### 第1種目・スクラッチ
参加者全員がコースの上下に分かれて縦列に整列し、ホイッスルとともにニュートラルラップが開始され、1周回った後に号砲が打たれて正式スタートする。男子10 km、女子7.5 ㎞の距離で着順を競う。周回遅れの選手はトラックの外側に離れないといけない。スクラッチ単独としては、2002年からワールドカップ、2003年から世界選手権種目に採用されている。

### 第2種目・テンポレース
ポイントレースに似ているが、男子10 km、女子7.5 kmで行われ、毎周回ごとに先頭の選手にのみ1点が与えられる。周回遅れの選手に追いつくと20点が与えられる。

### 第3種目・エリミネーション
スクラッチ同様に1周のニュートラルラップの後、スターターの号砲でスタートする。一周200 m未満のトラックでは3周ごと、200 m以上333.33 m未満のトラックではスタートから2周ごと（トラックレースで最も一般的な250mトラックであれば500m）、333.33 m以上のトラックでは1周ごとに最下位（後輪後端で判定）の選手が脱落し、最後に2人になったところで、残り1周のマッチレースで勝敗を決める。

### 第4種目・ポイントレース
1周のニュートラルラップの後スターターが号砲を打ち、そこから男子25 ㎞、女子20 ㎞を走破する。250 mトラックでは10周ごと、それより長いトラックでは2 ㎞ごとにスプリントを行いポイントを獲得し、その合計得点を競う。
- 通過ポイントの順位は1位5点、2位3点、3位2点、4位1点、5位以下は0点。ゴール地点のポイントは2倍となる。
- 集団から抜け出してその後１周回って集団最後尾に追いついた場合は20点を得る。
- 集団から遅れその後１周回ってきた集団に追いつかれた場合は20点を失う。

## 2016年のルール改正以前の競技種目
2016年のルール改正以前の2日間で行われた6種目は以下の通り。リオデジャネイロオリンピックまでの旧ルール。
- 第1種目・スクラッチ

男子15 km、女子10 ㎞で行われた。
- 第2種目・個人追抜

2人の選手がホームストレッチとバックストレッチから静止状態からスターティングブロックを用いてスタートし、男子4 ㎞、女子3 ㎞を走破するタイムを競う。単独種目として実施される場合は、名前のとおり相手を追い抜いた時点で勝利となるが、オムニアムで実施する場合は単純にタイム競うことになるので、実質はタイムトライアルである。
- 第3種目・エリミネーション

- 第4種目・タイムトライアル

スターティングブロックを用いて静止状態からスタートし、男子1 ㎞、女子500 mを走破したタイムで着順を決定する。単独種目として実施される場合は独走が基本であるが、オムニアムの場合は個人追い抜きと同じ要領で、ホームストレッチとバックストレッチから同時に2名がスタートする。
- 第5種目・フライングラップ

オムニアム独自の競技である。250 mトラックではを3周半、333.33 mトラックは2周半、400 mトラックでは2周走るが、助走（フライング）をつけ最後の1周の走破タイムを競う。
- 第6種目・ポイントレース

男子40 ㎞、女子25 ㎞で行われた。